# A ruota libera / Freewheeling: The Duet Album
A ruota libera / Freewheeling - The Duet Album è un album in studio del cantante italiano Graziano Romani, pubblicato nel 2018.

## Descrizione
L'album raccoglie una serie di duetti inediti con artisti come i Ritmo Tribale, i Gang, i Cheap Wine, Lassociazione, Edward Abbiati (già leader dei Lowlands), Cisco (ex frontman dei Modena City Ramblers), Arianna Antinori, il violinista Michele Gazich, l'irlandese Andy White e l'americana Carolyne Mas.
L'opera è pubblicata sia in formato LP che CD e viene accompagnata da una serie di tavole in cui vari illustratori italiani interpretano visivamente le canzoni contenute nel disco.
Tutti i brani sono stati composti da Romani ad eccezione di Paz, scritta dai Gang, e Preghiera, scritta da Stefano Rosso.
Il brano Paz è ispirato allo scomparso disegnatore bolognese Andrea Pazienza e venne originariamente pubblicato dai Gang nell'album Controverso del 2000.
Il brano Preghiera venne originariamente interpretato da Mia Martini nell'album del 1976 Che vuoi che sia... se t'ho aspettato tanto, successivamente fu lo stesso autore Stefano Rosso a realizzare una propria versione nel disco Il meglio, pubblicato nel 2001.

## Tracce
1. A ruota libera (feat. Ritmo Tribale)
2. Paz (feat. Gang)
3. Alla guerra (feat. Lassociazione)
4. Moira del circo (feat. Cisco)
5. Preghiera (feat. Michele Gazich)
6. Making a Change (feat. Edward Abbiati)
7. Molly Malone (feat. Andy White)
8. Napoleon in Rags (feat. Arianna Antinori)
9. Last Moonshine (feat. Cheap Wine)
10. The Most Crucial Enemy (feat. Carolyne Mas)

## Formazione
- Graziano Romani - voce, chitarra acustica, chitarra elettrica, chitarra 12 corde, cori, armonica a bocca
- Max Marmiroli - sassofono, percussioni